# József Zsók
József Zsók (ur. 2 października 1984 w Szekszárdzie) – węgierski piłkarz, występujący na pozycji obrońcy.